# 밀색
밀색(Wheat) 또는 소맥색은 밀 곡물의 옅은 노란색과 유사한 색이다.
영어로 밀색이 색 이름으로 처음 기록된 것은 1711년이다.

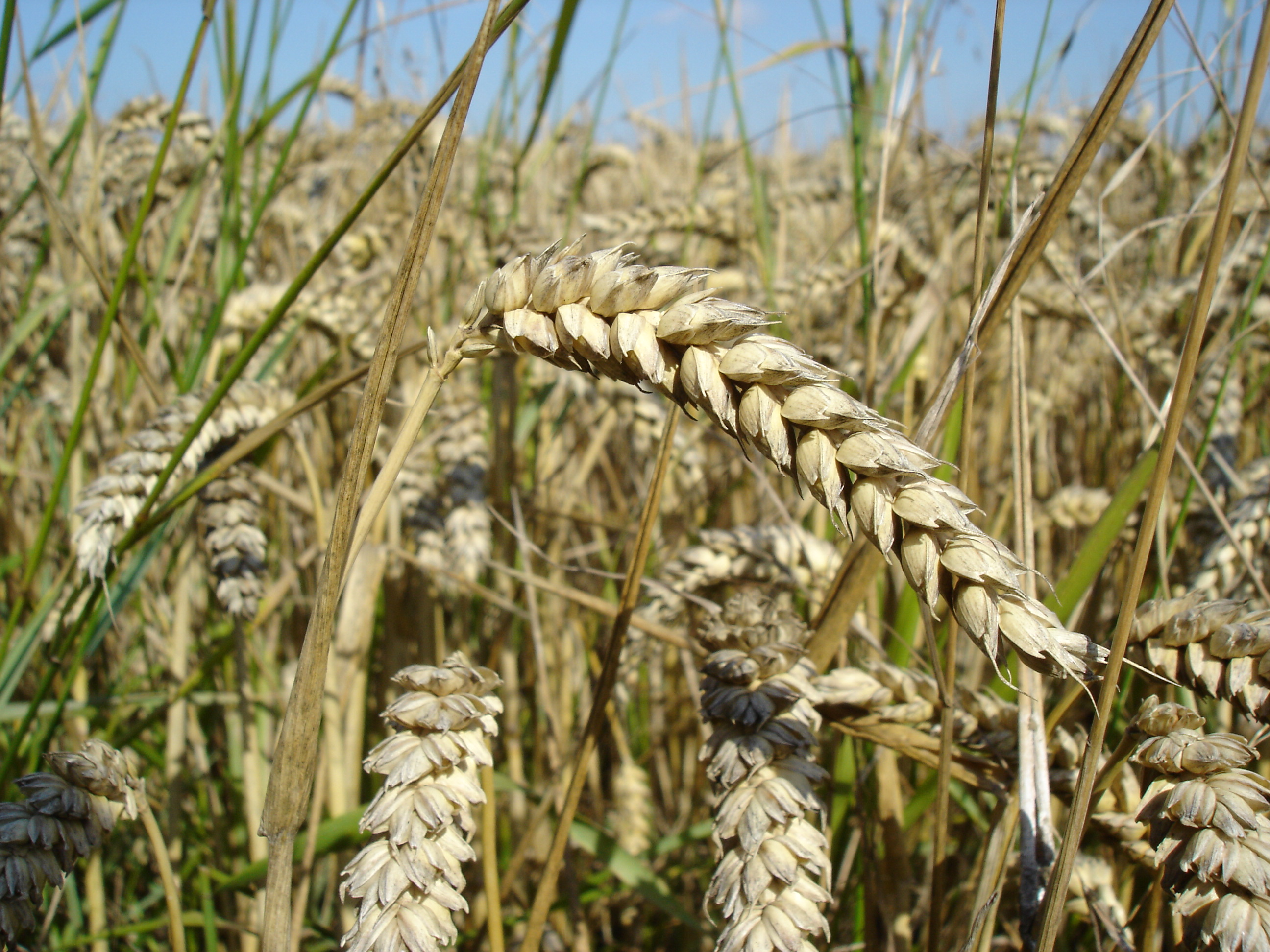
밀

밀색은 X11 웹 색상 중 하나이다.

## 같이 보기
- 색 목록